# Convento de los Trinitarios (Zamora)
El Convento de los Trinitarios es un antiguo convento ubicado en la calle de San Torcuato en Zamora (España). Es precisamente el primer asentamiento de los monjes trinitarios en 1681. La iglesia del convento de la Trinidad recibe a mediados del siglo XIX la denominación de iglesia de San Torcuato. En la actualidad es un edificio dedicado a colegio universitario. 

## Historia
El edificio ha sufrido muchas transformaciones desde que abandonaron los frailes su edificio. Fue sede del Gobierno Militar, cuartel de Carabineros, cuartel de la Guardia Civil. En 1985 se adapta y rehabilita el edificio para que sea colegio universitario. El claustro del edificio se salvó, su diseño en arcos es inspiración del Hospital de la Encarnación.